# Киширид (Бихор)
Киширид (рум. Chișirid) насеље је у Румунији у округу Бихор у општини Ножорид. Oпштина се налази на надморској висини од 162 m.

## Становништво
Према подацима из 2002. године у насељу је живело 175 становника, од којих су сви румунске националности.